# Beforeigners
Beforeigners – Mörderische Zeiten ist eine norwegische Krimiserie mit Science-Fiction-Charakter und Elementen einer Culture-Clash-Komödie. Der Titel ist ein Kofferwort aus before („früher schon einmal“) und foreigners („Ausländer“). Im Film taucht häufiger noch der Arbeitstitel Fremvandrerne (aus dem Norwegischen übersetzt etwa: „Die Vorwärts-Wanderer / Die Einwanderer“, in der deutschen Fassung übersetzt mit Zeitmigranten) auf. Im Januar 2022 wurde angekündigt, dass eine dritte Staffel in Planung sei.

## Handlung
Überall auf der Welt erscheinen aus „Zeitlöchern“ (ohne weitere Erklärung) Menschen aus der Vergangenheit – nämlich aus der Steinzeit, der Wikingerzeit und der Bürgerlichen Schicht des 19. Jahrhunderts. Jahre später sind diese „Neuankömmlinge“ oder „Zeitmigranten“ zum Normalzustand geworden. Teils integrieren sie sich in ihr neues Zeitalter, teils führen sie auch ihr vertrautes Leben und ihre Kultur fort, so dass Parallelgesellschaften mit erheblichem Konfliktpotential entstehen. Dass sie teilweise einander bereits kennen und ihre Feindschaften weiterführen, erschwert die Situation zusätzlich.
Als im Hafen von Oslo die Leiche einer offenbar ermordeten Frau mit steinzeitähnlichen Tätowierungen aufgefunden wird, erscheint das zunächst als gezielter Angriff militanter „Zeitmigrantenhasser“. Kommissar Lars Haaland untersucht den Fall mit seiner Assistentin Alfhildr Enginnsdottir, die gerade erst in den Polizeidienst aufgenommen wurde, als erste „Person mit multitemporalem Hintergrund“ (so die politisch korrekte Bezeichnung).
Der Mord entwickelt sich zu einem überaus komplexen Sachverhalt – die Ermordete entstammt der Gegenwart, der Mord sollte einen groß angelegten Menschenhandel mit Frauen aus der Vergangenheit vertuschen. Ein zweiter Mord, mit einer Drohne begangen, gibt noch mehr Rätsel auf. Als Haalands Tochter Ingrid sowie ihre beste Freundin bei einem Schulabschluss-Jux in die Nähe eines Zeitlochs geraten, werden sie von der Vergangenheit stark beeinflusst und von Vorgängen in den vorgeschriebenen Quarantänestationen traumatisiert.
Zudem sind die beiden Ermittler belastet. Alfhildr, die in der Vergangenheit wie ihre Waffenschwester Urd Schildmaid in der Schlacht von Stiklestad war, gab sich als Bäuerin aus, um überhaupt auf die Polizeischule gehen zu können. Ihr kriegerisches Wesen zeigt sich darin, keine Provokation wegstecken zu können, sowie in gelegentlichen Kurzschlussreaktionen. Haaland wiederum neigt nach der Trennung von seiner Frau, die eine Beziehung zu einem Zeitmigranten aus dem 19. Jahrhundert eingegangen ist, zu Depressionen und ist abhängig von dem starken Psychopharmakon Temproxat, das unter strenger Kontrolle Zeitreisenden gegen den Kulturschock verabreicht wird, für alle anderen aber als illegale Droge eingestuft ist.

## Themen und Motive

### Schlacht von Stiklestad

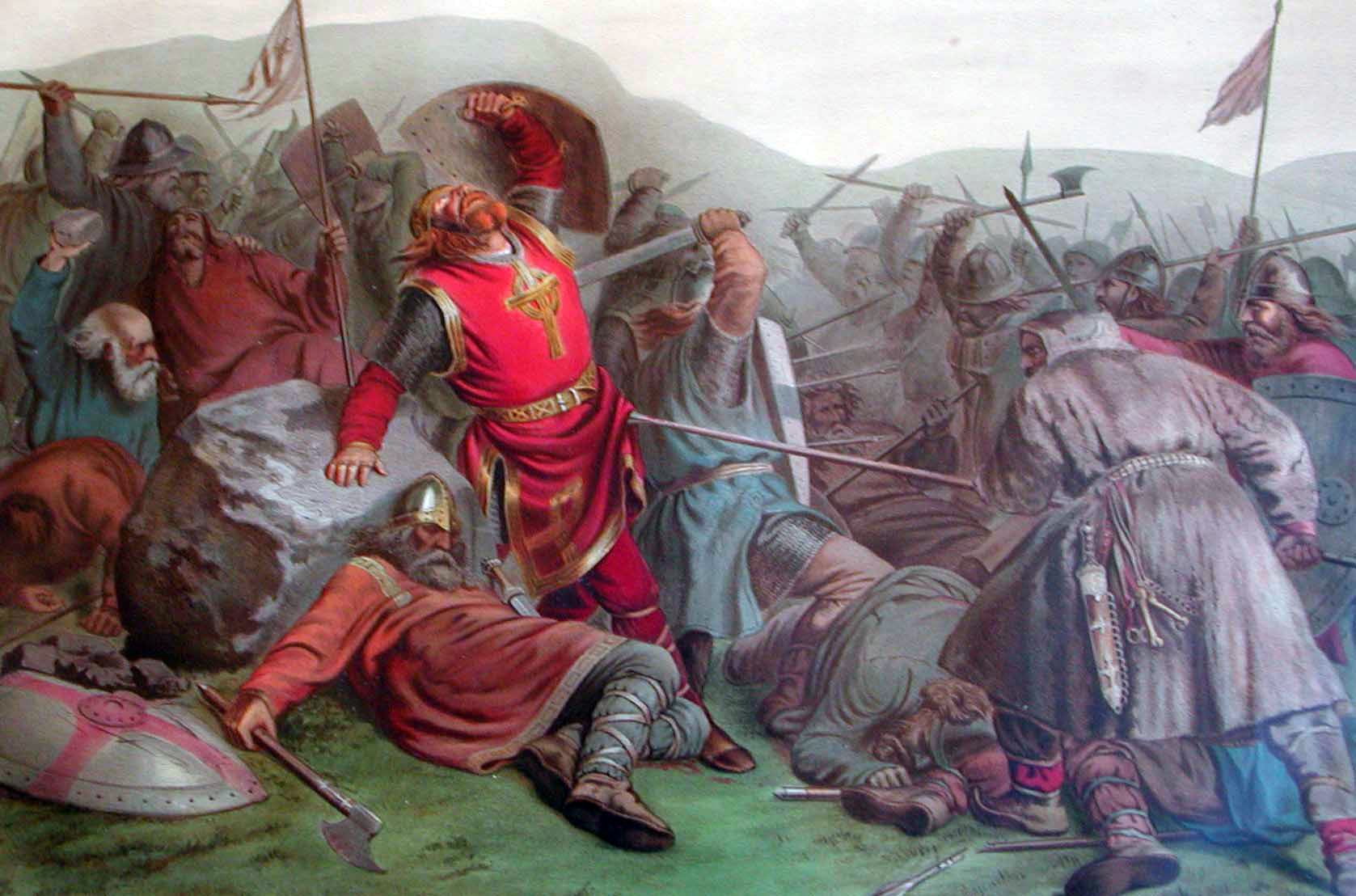
Der Tod Olavs des Heiligen, Gemälde von Peter Nicolai Arbo, 1859. Rechts mit dem Speer: Tore Hund

Einige der Zeitreisenden aus der Wikingerzeit haben eine Verbindung zur Schlacht von Stiklestad zwischen dem christlichen König Olav Haraldsson mit zeitgenössischem Beinamen Digre (wörtlich: „der Stämmige oder Riesige“, häufig falsch übersetzt mit „der Dicke“) und einem Bauernheer aus Trøndelag.
Er unterlag in der Schlacht und wurde laut Snorri Sturluson von drei Personen getötet: Torstein Knarreson hieb ihm in den Oberschenkel, Tore Hund stieß mit dem Speer in seinen Leib und Kalv Arnesson hieb ihm seitlich in den Hals, was seinen Tod herbeiführte. Olav wurde schon kurze Zeit später heiliggesprochen und die Schlacht gilt heute als Meilenstein der Einführung des Christentums.

### Bjarmalandsfahrt
Alfhildr erinnert sich häufiger an die Bjarmalandsfahrt, die sie mit Tore unternommen hat.
Nach der Saga von Olav dem Heiligen sandte König Olav 1026 seinen Hird-Mann Karle nach Bjarmaland, das vermutlich im Gebiet des heutigen Archangelsk lag. Die Einkünfte sollten zwischen ihnen geteilt werden. Tore Hund, der schon häufiger Fahrten dorthin unternommen hatte, schloss sich ungefragt mit eigenem Schiff an. Jeder sollte mit seinen eigenen Waren Handel treiben, aber darüber hinausgehende „Erträge“ sollten zwischen den Booten geteilt werden.
Nach Abschluss erfolgreicher Geschäfte wurde noch ein Heiligtum der Bjarmen geplündert. Auf der Rückfahrt kam es zum Streit über die Verteilung der Beute, bei der Karle von Tore getötet wurde, der dann die gesamte Ladung des anderen Schiffes an sich nahm.

### Ludditen und Neo-Ludditen
Einige der Zeitreisenden aus dem 19. Jahrhundert entstammen dem technologie- und fortschrittskritischen Ludditen-Milieu. Dies waren Arbeiter, die sich durch die fortschreitende Industrialisierung bedroht fühlten. Auch Menschen aus der Gegenwart denken in der Serie auf die gleiche Weise. Sie werden als Neo-Ludditen bezeichnet. Sie lehnen die Errungenschaften der modernen Zeit ab und haben sich in ihrer zurückgezogenen Lebensweise von den Menschen aus dem 19. Jahrhundert inspirieren lassen. Einige jedoch lassen es dabei nicht bewenden und radikalisieren sich, begehen kriminelle Handlungen oder verstecken Kriminelle.

### Sprachen der Zeitmigranten
Sehr viel Sorgfalt wurde auf die Sprachen der Zeitmigranten verwendet. Die Linguisten Julian Kirkeby Lysvik, André Nilsson Dannevig und Alexander K. Lykke haben versucht, die Sprachen der entsprechenden Epochen zu rekonstruieren. Die Wikinger sprechen eine frühe Form des Altnordischen.
Die Ankömmlinge aus dem 19. Jahrhundert sprechen nicht, wie der Dramatiker Henrik Ibsen geschrieben (Dano-Norwegisch), sondern wie er vermutlich gesprochen hat, ein altertümliches, sehr „korrektes“ Norwegisch. Für die Steinzeitmenschen wurde ein Akzent entwickelt, den Menschen aus dieser Epoche vermutlich sprechen würden, wenn sie Norwegisch gelernt hätten, aber ohne dies lächerlich wirken zu lassen.
Vieles davon ist in der deutschen Synchronisation erhalten geblieben, die altnordischen Dialoge wurden sogar im Original belassen (mit Untertiteln).

## Besetzung
| Rollenname                                                           | Schauspieler                | Episoden                             | Synchronsprecher       |
| -------------------------------------------------------------------- | --------------------------- | ------------------------------------ | ---------------------- |
| Lars Haaland                                                         | Nicolai Cleve Broch         | 1.1 – 2.6                            | Jochen Paletschek      |
| Alfhildr Enginnsdottir                                               | Krista Kosonen              | 1.1 – 2.6                            | Maresa Sedlmeir        |
| Urd                                                                  | Ágústa Eva Erlendsdóttir    | 1.1 – 1.6                            | Carolin Sophie Göbel   |
| Harald Eriksen                                                       | Stig Ryste Amdam            | 1.1 – 2.6                            | Andreas Borcherding    |
| Wenche                                                               | Ragnhild Gudbrandsen        | 1.1 – 2.6                            | Angelika Bender        |
| Gregers                                                              | Kyrre Haugen Sydness        | 1.1 – 1.6, 2.2 – 2.6                 | Stefan Wilkening       |
| Polizeichefin                                                        | Ingunn Beate Øyen           | 1.1 – 1.6, 2.2 – 2.5                 | Michèle Tichawsky      |
| Ada / Trine Syversen                                                 | Eili Harboe                 | 1.1 – 1.6                            | Bettina Zech           |
| Skjalg                                                               | Jeppe Beck Laursen          | 1.1 – 1.6                            |                        |
| Jørn                                                                 | Lavrans Haga                | 1.1 – 2.5                            | Sebastian Pappenberger |
| Alex                                                                 | Nader Khademi               | 1.1 – 2.6                            | Felix Mayer            |
| Ingrid                                                               | Ylva Bjørkaas Thedin        | 1.1 – 1.4, 1.6 – 2.6                 | Zina Laus              |
| Nabo                                                                 | Mikkel Bratt Silset         | 1.1 – 2.1, 2.5                       | Sascha Rotermund       |
| Madeleine                                                            | Madeleine Malling Breen     | 1.1, 1.3 – 2.2, 2.4 – 2.5            | Pola Jane O’Mara       |
| Jeppe                                                                | Odd-Magnus Williamson       | 1.1 – 1.3, 1.5 – 1.6                 | Martin Schülke         |
| Othilia                                                              | Veslemøy Mørkrid            | 1.1, 1.3 – 1.6, 2.2                  | Katharina Friedl       |
| David                                                                | Morten Svartveit            | 1.1 – 1.4, 1.6                       | Martin Halm            |
| Pjokk                                                                | Benjamin Haugen             | 1.1 – 1.3, 1.5 – 1.6                 |                        |
| Rezeptionistin                                                       | Mathilde Dokka Sveen        | 1.1 – 1.3, 1.5 – 1.6                 |                        |
| Tommy / Tore Hund                                                    | Stig Henrik Hoff            | 1.1, 1.3, 1.5 – 2.3, 2.6             | Josef Vossenkuhl       |
| Navn                                                                 | Oddgeir Thune               | 1.1 – 1.3, 1.6                       | Christopher Kussin     |
| HC                                                                   | Herbert Nordrum             | 1.1 – 1.3, 1.6                       |                        |
| Gedi                                                                 | Bhkie Male                  | 1.1 – 1.3, 1.6                       | Tobias Kern            |
| Kalv / Missionar                                                     | Jóhannes Haukur Jóhannesson | 1.1, 1.3, 1.5 – 1.6                  | Maximilian Laprell     |
| Line                                                                 | Marit Andreassen            | 1.3 – 1.6                            | Alisa Palmer           |
| Vind                                                                 | Richard Skog                | 1.1 – 1.3, 1.6                       |                        |
| Sofie                                                                | Celin Ayara                 | 1.1, 1.3 – 1.4, 1.6 – 2.1, 2.4 – 2.5 | Felicitas Bauer        |
| Center-Manager                                                       | Marika Enstad               | 1.1, 1.3 – 1.4, 1.6                  | Sonja Reichelt         |
| Mariana Werner                                                       | Cecilie Svendsen            | 1.1 – 1.3, 1.5                       |                        |
| Psychologe im Traumazentrum                                          | Leo Magnus de la Nuez       | 1.3 – 1.5                            | Grischa Olbrich        |
| Jeanette                                                             | Kristin Grue                | 1.3, 1.5 – 1.6                       |                        |
| Marie                                                                | Agnes Kittelsen             | 1.1, 1.3, 1.6, 2.2 – 2.6             | Ditte Ferrigan         |
| Küster                                                               | Nils Jørgen Kaalstad        | 1.3, 1.5 – 1.6                       | Dustin Peters          |
| Doktorand                                                            | Pål Sverre Hagen            | 1.3, 1.5 – 1.6, 2.2 – 2.3            | Tillbert Strahl        |
| Axel                                                                 | Ingar Helge Gimle           | 1.3 – 1.4, 1.6                       | Dieter Memel           |
| Schamane                                                             | Andrea Pharo Ronde          | 1.3, 1.5 – 1.6                       |                        |
| Sami                                                                 | Bjørn Moan                  | 1.3 – 1.4, 1.6                       |                        |
| Faulpelz                                                             | Odin Eiriksson              | 1.3 – 1.4, 1.6                       |                        |
| Student                                                              | Hilde Stensland             | 1.3, 1.5 – 1.6, 2.2                  |                        |
| Schüler                                                              | Ylva Lillo-Stenberg         | 1.3, 1.5 – 1.6, 2.2 – 2.3            |                        |
| Oddvar                                                               | Øystein Røger               | 1.3 – 1.4, 1.6 – 2.2                 | Matthias Klie          |
| Ida „Hulefrue“                                                       | Ann Kristin Sømme           | 1.1 – 1.3                            |                        |
| Olav der Dicke                                                       | Tobias Santelmann           | 1.3, 1.6 – 2.6                       | Marc Rosenberg         |
| Völva                                                                | Hedda Stiernstedt           | 2.1 – 2.6                            |                        |
| John Roberts                                                         | Paul Kaye                   | 2.3 – 2.6                            |                        |
| Isaac Ben Joseph                                                     | Billy Postlethwaite         | 2.1 – 2.6                            |                        |
| Adepero Abesse                                                       | Jade Anouka                 | 2.1 – 2.3                            |                        |
| Henry Black                                                          | Philip Rosch                | 2.2 – 2.6                            |                        |
| Precious Clark                                                       | Ann Akinjirin               | 2.2 – 2.3, 2.5 – 2.6                 |                        |
| Odin                                                                 | Sigrid Kandal Husford       | 2.2 – 2.3, 2.5 – 2.6                 |                        |
| und zumindest 80 weitere Personen mit nur einem oder zwei Auftritten |                             |                                      |                        |

## Entstehung und Veröffentlichung
Die Drehbücher schrieben Anne Bjørnstad und Eilif Skodvin, die bereits gemeinsam die Serie Lilyhammer entwickelt hatten. Regie führte Jens Lien. Gedreht wurde in Norwegen und Litauen.
Erstveröffentlichung war am 21. August 2019 bei HBO Nordic. ARD Degeto lizenzierte die Serie und Das Erste strahlte die erste Staffel erstmals in der Nacht vom 13. auf den 14. März 2021 hintereinander aus. Die deutschsprachige Synchronisation entstand nach der Dialogregie von Felix Auer bei den SPEEECH Audiolingual Labs.
HBO bestätigte im September 2020, dass eine zweite Staffel bestellt wurde. Anne Bjørnstad und Eilif Skodvin schrieben wieder das Drehbuch und Hauptdarsteller waren weiterhin Nicolai Cleve Broch sowie Krista Kosonen. Die Dreharbeiten fanden Anfang 2021 unter Corona-Bedingungen statt. Staffel 2 lief in Europa am 5. Dezember 2021, Das Erste sendete die zweite Staffel in der Nacht vom 5. auf den 6. März 2022, in USA lief sie am 23. Dezember 2021 an.

## Episodenliste
Staffel 1
| Nr. (ges.) | Nr. (St.) | Deutscher Titel    | Originaltitel | Erstausstrahlung Norwegen | Deutschsprachige Erstausstrahlung (D) | Regie     | Drehbuch                      |
| --- | --------- | ------------------ | ------------- | ------------------------- | ------------------------------------- | --------- | ----------------------------- |
| 1 | 1         | Die Neuankömmlinge | Episode 1     | 21. Aug. 2019             | 13. März 2021                         | Jens Lien | Anne Bjørnstad, Eilif Skodvin |
| In einer Sommernacht tauchen im Hafen von Oslo plötzlich mittelalterlich gekleidete Menschen im Wasser auf, die nur Altnordisch sprechen. Weltweit ereignen sich diese Phänomene, bei denen Menschen aus vergangenen Zeiten in die Gegenwart kommen. Mit den Jahren ist dies alltäglich geworden und die Ankömmlinge gehören zur Gesellschaft. Als im Hafen die Leiche einer Frau mit steinzeitähnlichen Tätowierungen gefunden wird, erscheint das zunächst als gezielter Angriff auf die Zeitmigranten. Kommissar Lars Haaland ermittelt mit seiner neuen Assistentin Alfhildr Enginnsdottir, die selbst eine „Zeitreisende“ und damit die erste Polizeimitarbeiterin „mit multitemporalem Hintergrund“ ist.                             |           |                    |               |                           |                                       |           |                               |
| 2 | 2         | Alte Bekannte      | Episode 2     | 21. Aug. 2019             | 14. März 2021                         | Jens Lien | Anne Bjørnstad, Eilif Skodvin |
| Alfhildr wird von ihrem Kollegen Haaland respektiert, aber in ihrer Abteilung hat die selbstbewusste „Zeitmigrantin“ keinen leichten Stand und muss sich bei ihrem ersten Fall beweisen. Die Spur führt zu einem Prostitutionsring, der offensichtlich Frauen aus der Vergangenheit direkt nach ihrer Ankunft fängt und drogenabhängig macht. Unterdessen muss sich Haaland einer unangenehmen Privatangelegenheit stellen, denn seine Exfrau, die jetzt mit einem Zeitmigranten aus dem 19. Jahrhundert liiert ist, nötigt ihn zu einer Sitzung bei einer Familientherapeutin. |           |                    |               |                           |                                       |           |                               |
| 3 | 3         | Die Unbekannten    | Episode 3     | 28. Aug. 2019             | 14. März 2021                         | Jens Lien | Anne Bjørnstad, Eilif Skodvin |
| Die Obduktion der Frauenleiche ergibt, dass das Mordopfer keine Zeitmigrantin, sondern eine Frau aus der Gegenwart war. Hinweise, warum die Getötete die Identität einer Steinzeitfrau angenommen hatte, erhoffen sich Haaland und Alfhildr von einer Gruppe „Transtemporaler“, die bewusst ein Leben wie in früheren Epochen führen wollen. Mit ihrer Gefährtin aus Wikingertagen Urd gelingt es Alfhildr, ihren Kriegsherrn Tore, dem die beiden als Schildmaiden dienten, in der Gegenwart ausfindig zu machen. Dieser will von seiner Vergangenheit nichts wissen, an die er sich offenbar nicht mehr erinnern kann. |           |                    |               |                           |                                       |           |                               |
| 4 | 4         | Die Anomalie       | Episode 4     | 4. Sep. 2019              | 14. März 2021                         | Jens Lien | Anne Bjørnstad, Eilif Skodvin |
| Haalands Tochter Ingrid und deren Freundinnen planen anlässlich ihrer Russfeier eine Zeitmigration vorzutäuschen und über die sozialen Netzwerke zu verbreiten. Als ein Mädchen für die geplante Aktion ins Wasser springt, verschwindet es und taucht kurz darauf zusammen mit einer Gruppe von „echten“ Ankömmlingen wieder auf. Als die Mädchen mit den anderen Ankömmlingen untersucht werden, droht Haalands Sucht nach illegalen Medikamenten aufzufliegen. Während Haaland sich seinen familiären Schwierigkeiten stellt, versucht Alfhildr die Spurenlage des Mordes an dem Geschäftsführer des Prostitutionsringes, einem Steinzeitmenschen, zu sichern. Unterstützung bekommt sie von ihren alten Freunden aus der Wikingerzeit. |           |                    |               |                           |                                       |           |                               |
| 5 | 5         | Der Aufprall       | Episode 5     | 11. Sep. 2019             | 14. März 2021                         | Jens Lien | Anne Bjørnstad, Eilif Skodvin |
| Oslo wurde Opfer einer Cyberattacke. Für die Tat werden die technologieskeptischen „Neoludditen“ verantwortlich gemacht, die der Szene der Einwanderer aus dem 19. Jahrhundert entstammen. Haaland und Alfhildr suchen nach einer ehemaligen Drohnenpilotin der NATO, die sich der Gruppe der „Transtemporalen“ angeschlossen hat und auf rätselhafte Weise in beide Mordfälle verwickelt ist. Haalands Sucht gerät immer mehr außer Kontrolle, doch seine Halluzinationen bringen ihn bei den Ermittlungen zu neuen Erkenntnissen. Währenddessen muss sich Alfhildr gegen ihre provokante Polizeikollegin Wenche behaupten. |           |                    |               |                           |                                       |           |                               |
| 6 | 6         | Die Erkenntnis     | Episode 6     | 11. Sep. 2019             | 14. März 2021                         | Jens Lien | Anne Bjørnstad, Eilif Skodvin |
| Alfhildr will Haaland helfen, einen harten Entzug zu machen. Die Berichterstattung über den einstigen Wikinger-Anführer Tore sorgt für Unruhe. Der Krieger steht als Mörder von „Olaf dem Heiligen“ in den Geschichtsbüchern und möchte als berufstätiger Familienvater ein neues Leben führen. Aber seine Identität aus der Vergangenheit wurde bekannt, sodass es einige Menschen auf ihn abgesehen haben. Alfhildr erfährt von ihm ein Geheimnis, das das Phänomen der Zeitmigration noch rätselhafter erscheinen lässt. |           |                    |               |                           |                                       |           |                               |

Staffel 2
| Nr. (ges.) | Nr. (St.) | Deutscher Titel    | Originaltitel | Erstausstrahlung Norwegen | Deutschsprachige Erstausstrahlung (D) | Regie     | Drehbuch                      |
| --- | --------- | ------------------ | ------------- | ------------------------- | ------------------------------------- | --------- | ----------------------------- |
| 7 | 1         | Die Ripper-Theorie | Episode 1     | 5. Dez. 2021              | 5. März 2022                          | Jens Lien | Anne Bjørnstad, Eilif Skodvin |
| London, 1888. Isaac Ben Joseph, Ermittler der Polizei, ist hinter Jack the Ripper her. In einem Pub in Whitechapel versucht er, dreier Frauen habhaft zu werden, die aber vor ihm fliehen, weil sie ihn für den Serienmörder halten. Oslo, Gegenwart. In einem Nebenschacht der U-Bahn wird eine Frauenleiche gefunden. Alfhildr, die unter Schlafstörungen leidet, und ihre Kollegin Wenche untersuchen den Fall, während Haaland noch suspendiert ist. Bei der Leiche handelt es sich um eine Frau aus dem 19. Jahrhundert. Haaland, der nach seinem Entzug als externer Berater hinzugezogen wird, erkennt Parallelen zu einem Mord in London. Zwei Ermittler von Scotland Yard kommen nach Oslo. Der eine ist Isaac Ben Joseph, der sich aber als Rubinstein vorstellt und den Verdacht äußert, dass Jack the Ripper dahintersteckt. Derweil versucht ein Neuankömmling namens Olav als Olav II. Haraldsson, christlicher König von Norwegen anerkannt zu werden. |           |                    |               |                           |                                       |           |                               |
| 8 | 2         | Die Täuschung      | Episode 2     | 5. Dez. 2021              | 6. März 2022                          | Jens Lien | Anne Bjørnstad, Eilif Skodvin |
| Um seine Identität zu beweisen, lässt Olav den Schädel seines Sohnes Magnus stehlen, schiebt den Diebstahl aber Tore Hund in die Schuhe. Die Redaktion der von Migranten aus dem 19. Jahrhundert herausgegebenen Tageszeitung „Borgeren“ (Bürger) erhält einen Brief mit einem blutigen Körperteil, der zunächst für eine menschliche Klitoris gehalten wird, dann aber als die eines Delphinweibchens identifiziert wird. Der Brief hat Ähnlichkeit mit den Ripper-Briefen. Inzwischen ist klargeworden, dass die beiden Ermittler nicht von Scotland Yard stammen. Sie tauchen auf einem Neoludditen-Hof unter. Von einer Völva aus dem Umfeld von Tore Hund erfährt Alfhildr, dass sie womöglich gar nicht aus dem 11. Jahrhundert stammt, sondern als Kind eine Zeitreise in die Vergangenheit gemacht hat, was man bisher für unmöglich hielt. Alex, Kollege der Osloer Polizei, übermittelt den echten Londoner Beamten heimlich Akten von drei Frauen, während sich Olav mit der Völva trifft, die bisher der Gruppe um die heidnischen Wikinger zugerechnet wurde. |           |                    |               |                           |                                       |           |                               |
| 9 | 3         | Die Spur           | Episode 3     | 12. Dez. 2021             | 6. März 2022                          | Jens Lien | Anne Bjørnstad, Eilif Skodvin |
| Olav, der mit Madeleine zusammenlebt, weil er glaubt, dass sie Teil einer alten Prophezeiung sei, muss nach einer Vision der Völva erkennen, dass sich die Prophezeiung auch auf Alfhildr beziehen könnte. Haalands Tochter Ingrid ist von Sturla, einem von Olavs Waffenbrüdern, schwanger und will nach einem Gespräch mit ihren Eltern zunächst abtreiben. Sturla droht ihr mit dem Tod, falls sie das Kind nicht zur Welt bringt. Isaac und seine Mitstreiterin werden festgenommen. Unterdessen wird Olavs Identität durch einen DNA-Test bewiesen, während Alfhildr einen Gehirnscan machen lässt, um dem Ursprung ihrer Schlafstörungen auf den Grund zu gehen. John Roberts, Physiker und Autor eines Buches über den Ursprung der Zeitsprünge, wird entdeckt, als er in einer U-Bahnstation von Überwachungskameras gefilmt wird. |           |                    |               |                           |                                       |           |                               |
| 10 | 4         | Der Reisende       | Episode 4     | 19. Dez. 2021             | 6. März 2022                          | Jens Lien | Anne Bjørnstad, Eilif Skodvin |
| Isaac gibt Haaland den Hinweis, dass John Roberts der Serienmörder sein könnte. Weil die Befragung des Verdächtigen nicht autorisiert war, werden Lars Haaland und Alfhildr von dem Fall abgezogen und mit der Untersuchung des Falles einer verschwundenen Wahrsagerin beauftragt. Schnell stellt sich jedoch heraus, dass John Roberts dahintersteckt. Auch bei der Verfolgung eines weiteren Opfers kommen sie zu spät und finden nur noch die Leiche der Frau. Nach Sturlas Drohung gegen Ingrid spricht Lars mit ihm und greift ihn an, nachdem dieser Ingrid als Hure bezeichnete. Daraufhin verprügeln zwei von Sturlas Gefährten Greger, Ingrids Stiefvater, weil sie ihn für Lars halten. Alfhildr erfährt vom Arzt, dass ihr Hippocampus vergrößert ist, während er bei denjenigen, die an einer Temporalen Schlafstörung leiden, verkleinert ist. Sie stellt fest, dass sie über verbesserte Sinneswahrnehmungen verfügt. |           |                    |               |                           |                                       |           |                               |
| 11 | 5         | Die Jagd           | Episode 5     | 26. Dez. 2021             | 6. März 2022                          | Jens Lien | Anne Bjørnstad, Eilif Skodvin |
| Olav trennt sich von Madeleine, weil sie für ihn nicht mehr von Nutzen ist. Stattdessen macht er sich mit der Völva auf die Suche nach Alfhildr, doch die beiden geraten in einen Unfall und werden schwer verletzt. Ingrid entscheidet sich, ihr Kind zu behalten. John Roberts entführt Nessie, eine der drei Frauen aus dem 19. Jahrhundert, deren Akten Alex an die Londoner Polizei übermittelte. Lars und Alfhildr kommen einem Geheimprojekt auf die Spur, bei dem Agenten in die Vergangenheit geschickt werden. Roberts ist anscheinend einer davon und will sich mit Henry von Scotland Yard treffen. Lars und Alfhildr folgen Henry. In einem U-Bahnschacht kommt es zur Konfrontation. John tötet Henry. Alfhildr schießt auf John, doch aufgrund dessen gesteigerter Sinneswahrnehmung kann er den Kugeln ausweichen. Er schießt zurück und erkennt, dass auch Alfhildr der Kugel ausweichen kann. Als die beiden aufeinandertreffen, kommt es zu einer riesigen Entladung. |           |                    |               |                           |                                       |           |                               |
| 12 | 6         | Der Riss           | Episode 6     | 2. Jan. 2022              | 6. März 2022                          | Jens Lien | Anne Bjørnstad, Eilif Skodvin |
| Die Explosion im U-Bahnschacht hat einen Raum-Zeit-Riss verursacht. Alfhildr wacht in einer alternativen Realität auf, in der Norwegen ein streng christlicher Überwachungsstaat ist, der von Olav und der Völva als Königspaar totalitär regiert wird. Im Polizeipräsidium kennt man Alfhildr nur als Reinigungskraft. Sie verschafft sich aber Zugang zum Polizeicomputer. Sie trifft sich mit Alex Pedersen, der durch das Projekt 19 Zugang zu seinem Ich in dieser alternativen Realität hat. Alfhildr macht die Königin auf sich aufmerksam, die sie ins Gefängnis werfen lässt. Durch das Auftauchen von Alfhildr wird der Königin klar, dass diese Zeitlinie nicht überdauern wird und dass sie bei dem Unfall stirbt. Über Mitgefangene kommt Alfhildr in Kontakt mit Lars, der in dieser Realität ein Schamane ist und ihr aufträgt, John Roberts zu suchen. Als sie Roberts findet, versucht dieser parallel in einer anderen Realität, ihr die Kehle durchzuschneiden. Es gelingt ihr jedoch, ihn mit demselben Messer zu erstechen, woraufhin alles wieder normal wird. Bei den Sachen vom Unfall Olavs und der Völva findet Alfhildr eine Kruzifix-Kette, die ihr als Kind gehörte. Sie hatte sie von ihrer Mutter geschenkt bekommen. Eine DNA-Analyse ergibt schließlich, dass sie das noch ungeborene Kind Ingrids und Lars ihr Großvater ist. |           |                    |               |                           |                                       |           |                               |

## Rezeption
Ambros Waibel von der taz schrieb: „Angenehm unmystisch entwickelt sich […] eine tatsächlich spannende und intelligente Krimihandlung, die sich zum klarerweise in beide Richtungen durchlässigen Ursprungsloch der Geschichte hin dreht.“
Matthias Hannemann von der FAZ schrieb: „Ist das lustig? Unbedingt! ‚Beforeigners‘ ist nämlich eine sehr clevere Auseinandersetzung mit dem Themenkomplex Flucht, der Europa seit Jahren beschäftigt und auch noch lange beschäftigen wird. Der Clou besteht auch darin, dass hier ausgerechnet jene auftauchen, die als Urnorweger schlechthin gelten müssen […] Das ist so schräg wie sehenswert.“
Harald Keller lobt in der Jungle World die Sorgfalt in den Details. So seien die Sprachen der Zeitreisenden unter Mitarbeit von Linguisten entwickelt worden. „Nicht nur unter dem Gesichtspunkt der historischen Genauigkeit lohnt das aufmerksame Hinschauen und -hören. Popkulturverweise – von Oprah Winfrey bis Justin Bieber – tragen zur Komplexität der Serie bei, feiner Spott gilt dem Sprachverhalten der Gegenwart.“ „Mit einer allegorischen Mischung aus Phantastik und sozialer Utopie eröffnet die Serie einen eigenwilligen Blick auf das Thema Migration.“
Kathleen Hildebrand urteilte in der SZ über die Hauptdarstellerin: „Die Finnin Krista Kosonen spielt Alfhildr mit einer unterdrückten Wutenergie und selbstverständlichen Autorität, was an sich schon eine große Freude ist. Die Drehbuchautoren haben ihr aber auch großartig komische Szenen geschrieben, die sie zu einer der interessantesten Frauenfiguren des aktuellen Fernsehens machen.“
Die Serie wurde bei den folgenden Auszeichnungen berücksichtigt:
- Erhielt beim Seriencamp-Festival 2019 den Publikumspreis.[21]
- Wurde zur Wahl als bestes TV-Drama bei Gullruten 2020, einem Preis der norwegischen Fernsehindustrie, vorgeschlagen[22] und war damit die erste HBO-Produktion, die für einen Gullruten-Preis nominiert wurde.
- Bei den Serienkritikerprisen im September 2020 wurde die Serie als bestes norwegisches Drama und Krista Kosonen als beste Schauspielerin in einer norwegischen Serie nominiert.[23]